# Fulvio Frigo
Fulvio Frigo (Turijn, 22 maart 1973) is een Italiaans voormalig wielrenner.

## Belangrijkste overwinningen
1997
- 3e etappe deel A Ronde van Venezuela
- 3e etappe deel B Ronde van Venezuela
- 1e etappe Ronde van Táchira
- 7e etappe Ronde van Táchira

1998
- 6e etappe Ronde van Venezuela
- 7e etappe Ronde van Venezuela
- 8e etappe Ronde van Venezuela

1999
- 1e etappe Ronde van Portugal